# San Dionisio
San Dionisio ist eine philippinische Stadtgemeinde in der Provinz Iloilo. Sie hat 38.775 Einwohner (Zensus 1. August 2015).

## Baranggays
San Dionisio ist administrativ in 29 Baranggays unterteilt:
| - Agdaliran - Amayong - Bagacay - Batuan - Bondulan - Boroñgon - Canas - Capinang - Cubay - Cudionan - Dugman - Hacienda Conchita - Madanlog - Mandu-awak - Moto | - Naborot - Nipa - Odiongan - Pangi - Pase - Poblacion - San Nicolas - Santol - Siempreviva - Sua - Talo-ato - Tamangi - Tiabas - Tuble |